# Diam's
Mélanie Georgiades, dite Diam's  ou parfois Mélanie Diam's, est une rappeuse, chanteuse, réalisatrice, auteure-compositrice-interprète française, née le 25 juillet 1980 à Nicosie à Chypre.
En 1994, Diam's monte un groupe avec un ami, qui l'initie à la composition. En 1999, elle sort l’album Premier Mandat. Elle sort en 2003 son deuxième album, Brut de femme, qui est rapidement certifié disque d'or ; elle remporte une Victoire de la musique pour le meilleur album rap de l'année 2004. Elle réalise en 2006 l'album Dans ma bulle, qui contient le single à succès La Boulette. Elle reçoit un disque d'or pour La Boulette, ainsi qu'un disque de platine. Elle se voit récompensée d'un disque de diamant, en 2007, pour l'album Dans ma bulle. Son quatrième album SOS, sort en 2009.
Elle met un terme à sa carrière artistique au début des années 2010. Elle publie Autobiographie en 2012, Mélanie, française et musulmane, en 2015, puis un documentaire, Salam, en 2022, ainsi qu'un album homonyme.

## Biographie

### Origines et enfance
Mélanie Marie Georgiades naît le 25 juillet 1980 à Nicosie, capitale de Chypre. Sa mère est française et son père chypriote grec. À la suite de la mutation de son père à Paris, la famille arrive en France en 1982. Ses parents se séparent ensuite. Elle passe son enfance à Paris, puis dans le département de l'Essonne, à Brunoy, jusqu'à l'âge de treize ans.
Elle étudie un temps à Igny, dans le collège privé Saint-Nicolas. Plus tard, elle emménage à Massy puis à Orsay dans le quartier pavillonnaire de Mondétour, où elle passe la majeure partie de son adolescence. Enfant unique, elle est élevée par sa mère. Elle découvre le rap avec l'album The Chronic (1992) de Dr. Dre et le premier titre du groupe NTM, Je rap (1990) (édité sur Rapattitude, la première compilation de rap français). Elle choisit son pseudonyme de Diam's en 1995, choix qu'elle explique ainsi « Je tombe sur la définition du mot diamant et j'apprends qu'un diamant ne peut être brisé que par un autre diamant et qu'il n'est fait que d'éléments naturels ».
En 1995, à l'âge de quinze ans, elle tente de se suicider en ingérant une forte dose de médicaments. En 2003, elle raconte son passé (elle est battue par son compagnon à l'âge de 17 ans) dans une chanson intitulée Ma souffrance.

### Carrière professionnelle

#### Débuts (1994-2002)
En 1994, Mélanie Georgiades monte son premier groupe en internat avec son ami Fada, qui l'initie à la composition alors qu'elle est en classe de troisième. En 1995, elle déménage dans la banlieue pavillonnaire d'Orsay, où elle réside jusqu'en 2003. Après avoir fait ses premières armes au sein du groupe Posse avec lequel elle sillonne la banlieue parisienne, Diam's intègre le groupe Instances Glauques de Bagneux, qui se produit surtout dans des fêtes de quartier. Elle y rencontre Yannick, futur membre de la Mafia Trece. Elle contacte en solo la radio Générations et lance un freestyle en direct à l'émission présentée par Kemar (Marc). Ce dernier lui propose un direct à l'antenne et elle y rencontre le groupe Écho du Sud. Sous l'impulsion de DJO, cousin de Yannick, se monte un collectif hip-hop qui devient la Mafia Trece. En 1997, le groupe sort un premier maxi de quatre titres où Diam's apparaît sur deux morceaux : Rencontre du 13e type et Je plaide pour la rue. Diam's se fait connaître, grâce à ses participations sur le premier album de la Mafia Trece intitulé Cosa Nostra en 1997, et grâce à une apparition sur Phonographe avec le groupe de rap ATK.
Elle participe parallèlement à diverses mixtapes et rencontre Black Mozart, compositeur du Ménage à 3 et producteur de ses débuts professionnels. En 1998, elle participe à la compilation Sachons dire non et à la tournée du Ménage à 3. Elle signe son premier contrat d'édition chez BMG. Son premier album, Premier Mandat, en production chez AB, est distribué sur le label indépendant Reel Up en 1999. Elle y invite Monsieur R, Driver et Vibe côté français. Elle renonce à ses études pour se consacrer pleinement au rap (« je finissais ma première. J'ai arrêté juste avant le bac »). L'album ne connaît qu'un succès d'estime (8 000 ventes) malgré l'apparition d'invités américains comme DV alias Khrist et Heather B. Diam's rencontre alors Choukri aux Francofolies, qui devient son manager jusqu'en 2004. En 2000, Diam's reprend Saïd et Mohamed de Francis Cabrel.
Elle fait des duos avec Lady Laistee et Kamnouze (Promise), avec une apparition de Django Jack et pose en 2001 le titre Suzy diffusé sur la compilation Original Bombattack de la radio Générations 88.2. Le morceau est repris sur Internet. Suzy arrive aux oreilles de Jamel Debbouze qui devient son ami et « guide ». Elle enchaîne alors les apparitions en featuring, les participations aux émissions de radio mais aussi des petits boulots de nuit pour survivre au jour le jour. Elle prépare enfin son second album, intitulé Brut de femme et la maison de disques EMI lui propose un contrat en avril 2002. Le projet est abandonné à la suite d'une restructuration d'EMI alors que les deux titres Pogo et 1980 sont diffusés par un journaliste sur Internet avant leur sortie officielle.

#### Médiatisation (2003-2006)
Elle signe sur le label Hostile après de longues tractations. Les morceaux sont retravaillés puis finalement intégrés à son second album, Brut de femmeen bénéficiant d'instrumentations peaufinées et d'une importante promotion sur des radios comme Skyrock grâce à l'appui de Jamel Debbouze qui l'emmène à Los Angeles.
Elle entame une tournée en octobre 2003 avec un premier concert à La Laiterie de Strasbourg puis le 20 octobre 2003 à l'Élysée Montmartre, sa première grande scène parisienne, avant un tour de France qui se termine au Bataclan le 20 janvier 2005. Diam's se fait connaître du grand public avec son single DJ qui devait s'appeler initialement India, basé musicalement sur la chanson Sway (Quien sera), ce qui l'oblige à reverser une partie des droits d'auteur correspondants. Le clip est réalisé par J.G Biggs et produit par Patrick Hernandez. La même année, elle double la voix de Missy Elliot dans le film Honey.
Brut de femme devient rapidement disque d'or. Elle gagne une Victoire de la musique pour le meilleur album rap de l'année 2004. Elle milite pour Amnesty International, contre les violences faites aux femmes. Elle s'engage aussi médiatiquement en faveur des sans-logis de Cachan et pour un vote des jeunes contre le Front national qu'elle fustige dans de nombreux textes notamment dans sa chanson Marine consacrée à Marine Le Pen. Elle prend également position contre « Sarko le démago » qu'elle n'hésite pas à qualifier de « facho » sur scène (cf. DVD live) sur le titre Ma France à moi. Elle interprète également ce titre sur le plateau du grand journal de Canal+ en duo avec Jamel Debbouze et en présence de Ségolène Royal alors candidate à la présidence de la République.
En 2004, elle est présente au festival de Dour en Belgique et ressort de scène au bout de quelques minutes seulement après avoir été la cible de projectiles (canettes, gobelets, mottes de terre…). L'année 2005 confirme le succès de l'album Brut de femme, double disque d'or avec plus de 200 000 exemplaires vendus. Le 2 juillet 2005, Diam's participe au Live 8 qui se déroule à Londres, Paris, Rome, Berlin, Tokyo, Moscou, Philadelphie, Toronto et Johannesburg. Elle y interprète le titre Marine.

#### Confirmation (2006-2007)
En 2006, pendant une campagne d'Amnesty International consacrée à la violence contre les femmes, elle témoigne : « J'avais 17 ans. Outre des violences physiques, je subissais un harcèlement psychologique destructeur. Je n'ai pourtant jamais porté plainte. Parce que j'avais peur. Parce que c'était la honte. Parce que, quand on est jeune, ça fait partie des codes : on ne porte pas plainte à la police ». Quelques années plus tard, elle consacre une chanson (Ma souffrance) à cette expérience. « Après cette chanson, j'ai reçu énormément de courrier de jeunes victimes : des filles de 14, 15 ans, parfois 13 ! Ces filles de 13 ans, elles n'avaient même pas encore l'âge d'aimer que déjà elles prenaient des coups ! Comment voulez-vous aimer après ça ? ». « Heureusement, je suis debout, je n'ai pas de séquelles », ajoute la jeune chanteuse, qui avoue avoir tout de même « mis 5 ou 6 ans à perdre [ses] réflexes de femme battue ».
La même année, après avoir voyagé dans les Antilles, elle revient avec l'album Dans ma bulle. Alors que l'album est en fin de préparation, Diam's décide d'aller le présenter à son public avec une pré-tournée (en France) Ma France à moi (la musique se retrouve dans l'album On Tour de Yann Tiersen). Celle-ci est un franc succès grâce au single La Boulette, déjà sorti sur toutes les radios de France. À l'été 2006, Diam's reçoit un disque d'or pour La Boulette puis un double disque de platine à l'automne et un disque de diamant début janvier 2007 pour l'album Dans ma bulle. En novembre et décembre 2006, elle fait une longue tournée Au tour de ma bulle, notamment avec le Zénith de Lille et de Montpellier ; le Dôme de Marseille le 10 décembre 2007 (fin d'enregistrement : le 10 décembre 2006) ; ainsi que Bordeaux et Paris pour finir. Le 20 janvier 2007, aux NRJ Music Awards, elle remporte trois prix dont la « chanson francophone de l'année » pour La Boulette. Le Figaro la consacre chanteuse qui compte le plus de disques en 2006 avec 2,66 millions d'euros de recette. Diam's fait son entrée au musée Grévin le 25 juin 2007,.

#### Dernier album et retraite (2009-2012)
Après une année de retrait médiatique, Diam's revient en 2009 avec un single, Enfants du désert, extrait de son nouvel album SOS, dont le clip reprend une scène du film Forrest Gump où le héros court de part et d'autre des États-Unis. Le disque marque la métamorphose de l'artiste, se classant en tête des ventes d'albums en France dès sa sortie le 16 novembre 2009. Inspirée par un voyage humanitaire en Afrique au mois de janvier 2009, Diam's lance un appel en faveur du Big Up Project, une organisation bénévole qu'elle préside, à laquelle elle reverse l'intégralité des royalties de son nouvel album comme première donatrice et qui agit « pour la protection de l’enfance défavorisée en Afrique par un soutien à des centres d’accueil de jeunes en difficulté et la mobilisation de bénévoles pour l’entraide et la solidarité internationale ». Le 30 octobre 2009, elle chante également au Zénith de Paris pour le soixantième anniversaire du mouvement Emmaüs.
En juillet 2012, elle annonce pour septembre la sortie d'un livre intitulé Autobiographie, qui se termine par la naissance de sa fille Maryam au printemps 2012. Son Autobiographie se vend à plus de 50 000 exemplaires en un mois. D'après l'émission Hebdo Musique Mag, du 2 février 2013, l'autobiographie de Diam's se serait écoulée à plus de 78 000 exemplaires. Le 30 septembre 2012, elle apparaît voilée pour la première fois pour une interview à l’émission Sept à huit sur TF1, où elle annonce la fin de sa carrière de rappeuse.

#### DocumentaireSalam(2022)
Depuis plusieurs années, Diam's est sollicitée par des producteurs pour que sa vie soit adaptée à l'écran sous forme de biopic, de documentaire ou de série : « J’avais comme le sentiment que l’on me demandait de donner les clefs de ma vie pour que d’autres puissent en faire un film. Un spectacle. Ma dépression, mes souffrances, ma quête, ma renaissance : un film ? Un divertissement ? J’ai été touchée que l’on s’intéresse à mon parcours mais il m‘était impossible de laisser des inconnus parler à ma place. » Elle accepte la proposition du producteur BrutX de réaliser un documentaire autobiographique accompagnée des réalisatrices Anne Cissé (Lupin) et Houda Benyamina (Divines). Dans le film Salam, qui veut dire « paix » en arabe, elle se confie sur sa célébrité, sa dépression, sa conversion à l'islam,. Le 26 mai 2022, le documentaire est présenté au Festival de Cannes dans la sélection Séances spéciales en l'absence de l'ex-chanteuse. Après dix ans de silence, Diam's accorde une interview au journaliste Augustin Trapenard sur le site Brut, qui est mise en ligne le même jour. Salam est projeté au cinéma pendant deux jours, les 1er et 2 juillet 2022, puis sur le site BrutX,,,. Pour Bernard Rougier, universitaire spécialiste de l'islam radical, qui s'exprime dans L'Express, l'indulgence médiatique pour le documentaire Salam témoigne des contradictions de notre époque : il soutient notamment que « dans un monde organisé autour des croyances religieuses de Diam's, Augustin Trapenard, journaliste ouvertement gay qui a interrogé l'ancienne rappeuse pour le média Brut, aurait été condamné à mort ». Laurent Carpentier, dans Le Monde, trouve le film « sincère » et conclut en citant l'ex-chanteuse : « J’ai choisi la vie plutôt que la mort. Si j’avais choisi le flingue ou la seringue, je serais leur héros. »

### Vie en Arabie saoudite
En 2017 elle quitte la France. Selon le magazine Public, elle est partie vivre en Arabie saoudite,. Elle lance en France sa marque d'articles de papeterie Mel by Mel en décembre de la même année, puis son agence Hégire Voyages en février 2020, pour « offrir à [ses] frères et sœurs la possibilité de venir faire l'Omra dans les meilleures conditions, en toute confiance et en toute sérénité ». Cette agence fait l'objet de difficultés dès son lancement, « des insultes et des menaces de la part de personnes de l'extrême droite » étant proférées. Par ailleurs, plusieurs irrégularités juridiques ont été constatées et l'agence ne reçoit aucune demande de prestation durant la pandémie de Covid-19.
Elle dirige sa fondation Big Up Project, qui finance, notamment, un orphelinat au Mali et des distributions de repas au Maroc.

## Vie privée
En 2007, elle souffre d’une dépression due à des problèmes personnels, sur lesquels elle revient dans le morceau Si c'était le dernier. Diagnostiquée bipolaire, elle alterne entre séjours en hôpital psychiatrique (au Vésinet et à Sainte-Anne) et sa carrière d'artiste. À sa sortie, elle décide d’arrêter son traitement médicamenteux et fait une nouvelle tentative de suicide en avalant des somnifères. En décembre 2008, elle se convertit à l'islam, affirmant que cette religion l'a libérée et aidée à traverser ces épreuves difficiles. En septembre 2009, elle épouse son compagnon Aziz. Le 8 octobre 2009, Paris Match publie en pages internes des clichés d'elle sortant avec son mari d'une mosquée de Gennevilliers, portant un voile islamique. En plein débat sur l'interdiction du voile intégral dans les lieux publics, ces clichés volés provoquent un scandale.
En 2010, elle obtient la condamnation en référé du Nouvel Observateur, pour atteinte à son droit à l'image et à sa vie privée après la parution, sans autorisation, le 17 décembre 2009, d'un portrait d'elle portant le voile islamique à la sortie d'une mosquée en couverture d'un numéro consacré à « la France et [à] ses musulmans » et d'une interview fictive construite à partir de paroles d'une chanson. Au printemps 2012, elle donne naissance à une fille prénommée Maryam.
En 2015, elle se marie, cette fois, avec l'ex-rappeur franco-tunisien Faouzi Tarkhani, qui est aveugle et salafiste, et donne naissance à un garçon prénommé Abraham,.

## Tournées
| Année(s)       | Nom                 | Dates          | Album soutenu  |
| Tête d'affiche | Tête d'affiche      | Tête d'affiche | Tête d'affiche |
| -------------- | ------------------- | -------------- | -------------- |
| 2007 - 2008    | Au tour de ma bulle | 100            | Dans ma bulle  |
| 2009 - 2010    | Diam’s en concert   | 40             | SOS            |

## Distinctions

### MTV Europe Music Awards
| Année | Travail nommé | Catégorie                   | Résultat |
| ----- | ------------- | --------------------------- | -------- |
| 2007  | Diam's        | Meilleure artiste française | Lauréat  |

### NRJ Music Awards
| Année | Travail nommé    | Catégorie                  | Résultat   |
| ----- | ---------------- | -------------------------- | ---------- |
| 2004  | Diam's           | Révélation francophone     | Nomination |
| 2007  | Dans ma bulle    | Album français             | Lauréat    |
| 2007  | Diam's           | Artiste féminine française | Lauréat    |
| 2007  | La Boulette      | Chanson française          | Lauréat    |
| 2007  | Jeune demoiselle | Clip                       | Nomination |
| 2008  | Diam's et Vitaa  | Meilleure groupe duo       | Nomination |
| 2010  | SOS              | Album français             | Nomination |
| 2010  | Diam's           | Artiste féminine française | Nomination |

### Victoires de la musique
| Année | Travail nommé       | Catégorie                                                 | Résultat   |
| ----- | ------------------- | --------------------------------------------------------- | ---------- |
| 2004  | Brut de Femme       | Rap/hip-hop, album de l'année                             | Lauréat    |
| 2007  | Diam's              | Groupe ou artiste(s) interprète(s) féminine(s) de l'année | Nomination |
| 2007  | Dans ma bulle       | Album de musiques urbaines de l'année                     | Nomination |
| 2007  | La Boulette         | Chanson originale de l'année                              | Nomination |
| 2007  | La Boulette         | Vidéo-clip de l'année                                     | Nomination |
| 2008  | Ma France à moi     | Chanson originale de l'année                              | Nomination |
| 2008  | Au tour de ma bulle | DVD musical de l'année                                    | Nomination |

### L'année du hip-hop[Quoi ?]
| Année | Travail nommé | Catégorie             | Résultat |
| ----- | ------------- | --------------------- | -------- |
| 2007  | La Boulette   | Meilleure chanson     | Lauréat  |
| 2007  | Diam's        | Meilleure artiste rap | Lauréat  |
| 2007  | Dans ma bulle | Meilleur album        | Lauréat  |

## Filmographie
- 2003 : Honey : voix française de Missy Elliott
- 2004 : Girls in America : voix de Judy Marte
- 2009 : Lascars : voix de Jenny
- 2022 : Salam, documentaire réalisé par Mélanie Diam's, Anne Cissé et Houda Benyamina